# Bromheadia pendek
Bromheadia pendek är en orkidéart som beskrevs av De Vogel. Bromheadia pendek ingår i släktet Bromheadia och familjen orkidéer. Inga underarter finns listade i Catalogue of Life.